# Héctor Bustamante
Héctor Ariel Bustamante (Encarnación, 31 marzo 1995) è un calciatore paraguaiano, attaccante dell'Avenida.

## Carriera
Ha giocato nella massima serie dei campionati paraguaiano e brasiliano.